# Diego Granese
Diego Granese (Vigevano, 28 september 1990) is een Italiaanse ondernemer, influencer en internationaal belastingadviseur. Hij staat bekend om zijn activiteiten in de wereld van digitale ondernemingen, internationale bedrijfsverplaatsing en sociale media. Granese is regelmatig verschenen op toonaangevende Italiaanse televisieprogramma's zoals Pomeriggio Cinque (Canale 5), Non è la D'Urso, Dritto e rovescio (Rete 4), BLOB, Restart en FarWest (RAI 3).

## Biografie
Granese werd geboren in een middenklassegezin in Noord-Italië. Zijn vader werkte in een fabriek en zijn moeder was administratief medewerkster. Op 21-jarige leeftijd begon hij zijn eerste bedrijf in de sportindustrie.
Hij was medeoprichter van Fitup Europe, een keten van sportscholen die zich uitbreidde naar meer dan 50 vestigingen in Europa.

## Carrière
Granese richtte El Original S.r.l. op, een drankenbedrijf dat als eerste Aviva Wines op de markt bracht, een mousserende wijn in kleur. Vervolgens introduceerde hij Au Vodka, die zowel in Italië als in het Verenigd Koninkrijk een bestseller werd.
Zijn bedrijf produceerde ook de eerste officiële bieren voor voetbalclubs zoals Juventus FC, AC Milan en SSC Napoli.

## Activiteit in Dubai
Granese verhuisde naar Dubai en richtte daar BILLIONAIRE DMCC (handelsnaam: Billionize) op, een bedrijf gespecialiseerd in internationale belastingplanning, bedrijfsverplaatsing en export van Italiaanse producten.
In mei 2025 ontving Granese een gouden visum van de Verenigde Arabische Emiraten, als erkenning voor zijn rol als ondernemer in Dubai. Zo'n visum is eerder toegekend aan onder meer Cristiano Ronaldo (sport) en Giorgio Armani (mode).

## Deelname aan het Filmfestival van Venetië
Granese was eregast op de rode loper van de 78e en 79e editie van het Filmfestival van Venetië in 2021 en 2022.

## Italiaanse media
Granese werd genoemd in verschillende toonaangevende Italiaanse media, waaronder Il Tempo, Libero Quotidiano, Il Giornale, Novella 2000, Affaritaliani.it en ANSA.